# René Wicky
René Wicky (* 3. Dezember 1941) ist ein Musikproduzent, Musikverleger und Akkordeonspieler aus Oberägeri im Schweizer Kanton Zug. 1957–71 spielte er – bis 1959 aushilfsweise, dann als festes Mitglied – in der Ländlerkapelle des Altmeisters Jost Ribary sen. Ein Stammlokal der Formation war das Restaurant Konkordia in Zürich, in dem der Titel «Steiner-Chilbi» nach Aussage Wickys eine grosse Nachfrage erhielt. Anfang der 1960er bis in die 1980er Jahre hatte René Wicky seine eigene Kapelle, mit der er erfolgreich Auftritte in Radio und Fernsehen hatte sowie einige Schallplatten herausgab. Er arbeitete sich zu einem vielseitigen Musikproduzenten empor, der sich vor allem auf die traditionelle Ländlermusik und die Blasmusik konzentriert. Unter seinen regelmässigen Gästen waren unter anderem das Trio Bürgler-Rickenbacher mit Dominik Marty, das den typischen Illgauerstil entwickelte. 1977 kam es zur ersten Aufnahme des späteren Evergreens «Urnerbodä Kafi» mit Kurt Albert und seinen Musikanten, die sich ab 1980 «Echo vom Tödi» nannten.
Seit 1983 besteht die Ländlerkapelle Jost Ribary–René Wicky – erst mit dem Sohn, dann mit dem Enkel des vorgenannten Altmeisters. Sie stellten mit dem von Jost Ribary jun. im Jahr 1973 komponierten Chatzebüsi-Ländler (Katzen-Ländler) einen Evergreen, in dem das «Miau» mit dem Sopransaxophon interpretiert wird. Auch René Wicky machte sich als Komponist und Arrangeur für Ländlermusik und volkstümliche Blasmusik einen Namen und ist heute einer der bedeutendsten Ländler-Akkordeonisten. Nebenbei spielte er auch in der Ländlerkapelle Dünner-Mooser-Wicky.

## Auszeichnung
- D’Ländlerkönige
- 2020: Goldener Violinschlüssel[1]